# Tygblöjor

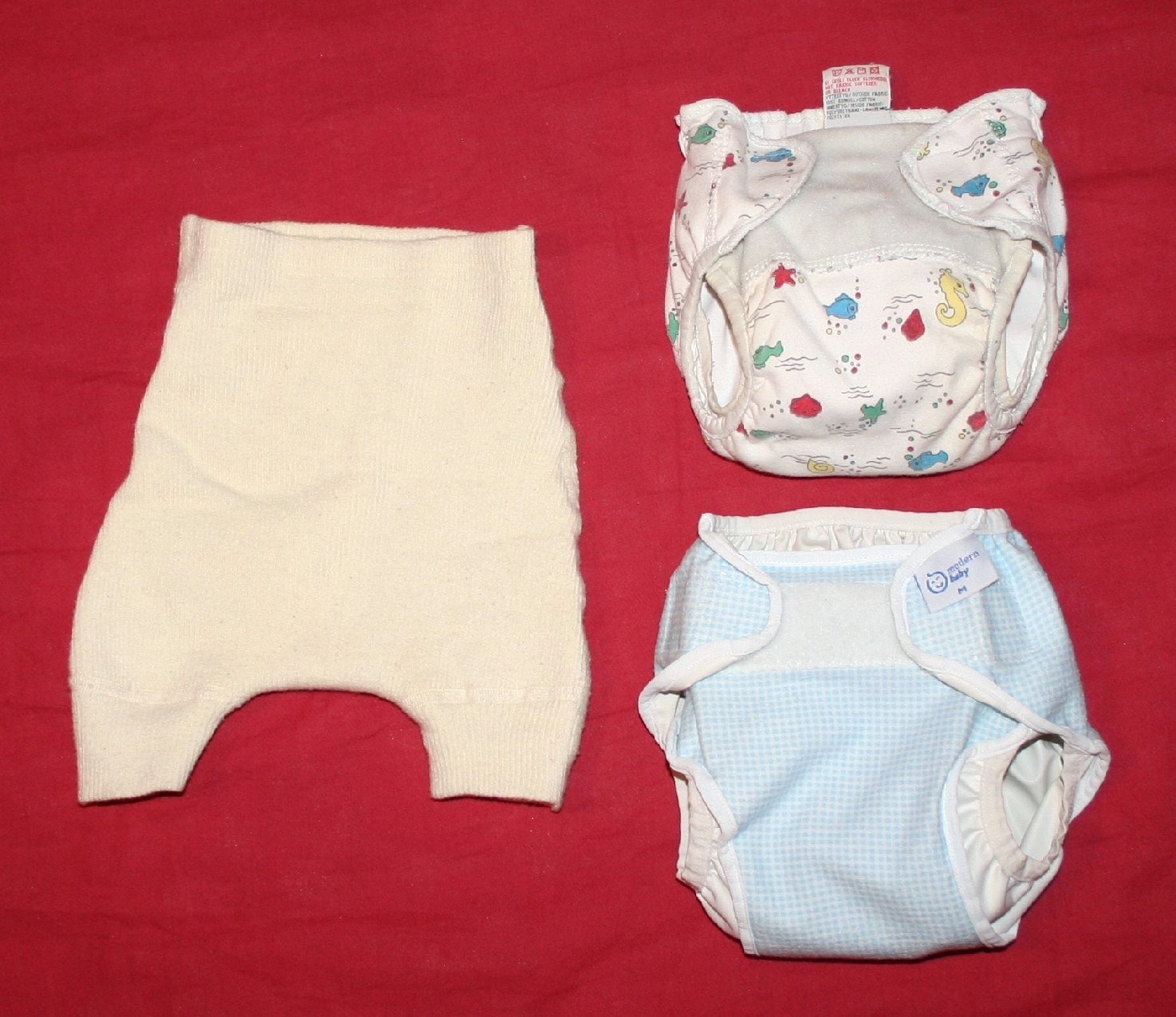
Exempel på tygblöjor för barn.

Tygblöjor har historiskt varit de enda tillgängliga blöjorna. De gjordes ofta av linne, som veks och lades i en byxa, eller fästes mellan benen med remsor av tyg. 
I slutet av 40-talet kom cellstoff och 1955 Libero, den första engångsblöjan. Dessa påminde om stora dambindor och hölls på plats med en plastsnibb . Under 1980-talet blev tygblöjor åter mer och mer populära, kanske framförallt i miljömedvetenhetens fotspår. Det finns studier som jämför miljöavtrycket mellan tygblöjor och engångsblöjor och den generella slutsatsen är att de båda blöjtyperna påverkar miljön men på olika sätt [källa behövs]. Tygblöjor kräver högre vattenåtgång och innebär mer vattenburet avfall på grund av tvättning medan engångsblöjor innebär högre råmaterialförbrukning och sophantering. Engångsblöjor är idag det vanligaste valet.[källa behövs]
Tygblöjor finns för barn i alla åldrar, liksom för vuxna. En tygblöja kan gärna användas för större barn som fortfarande kissar i sängen vid enstaka tillfällen, eftersom man då slipper förbruka en engångsblöja varje natt. Över tygblöjan kan en nylonbyxa eller en mer traditionell plastbyxa användas.

## Olika sorters tygblöjor

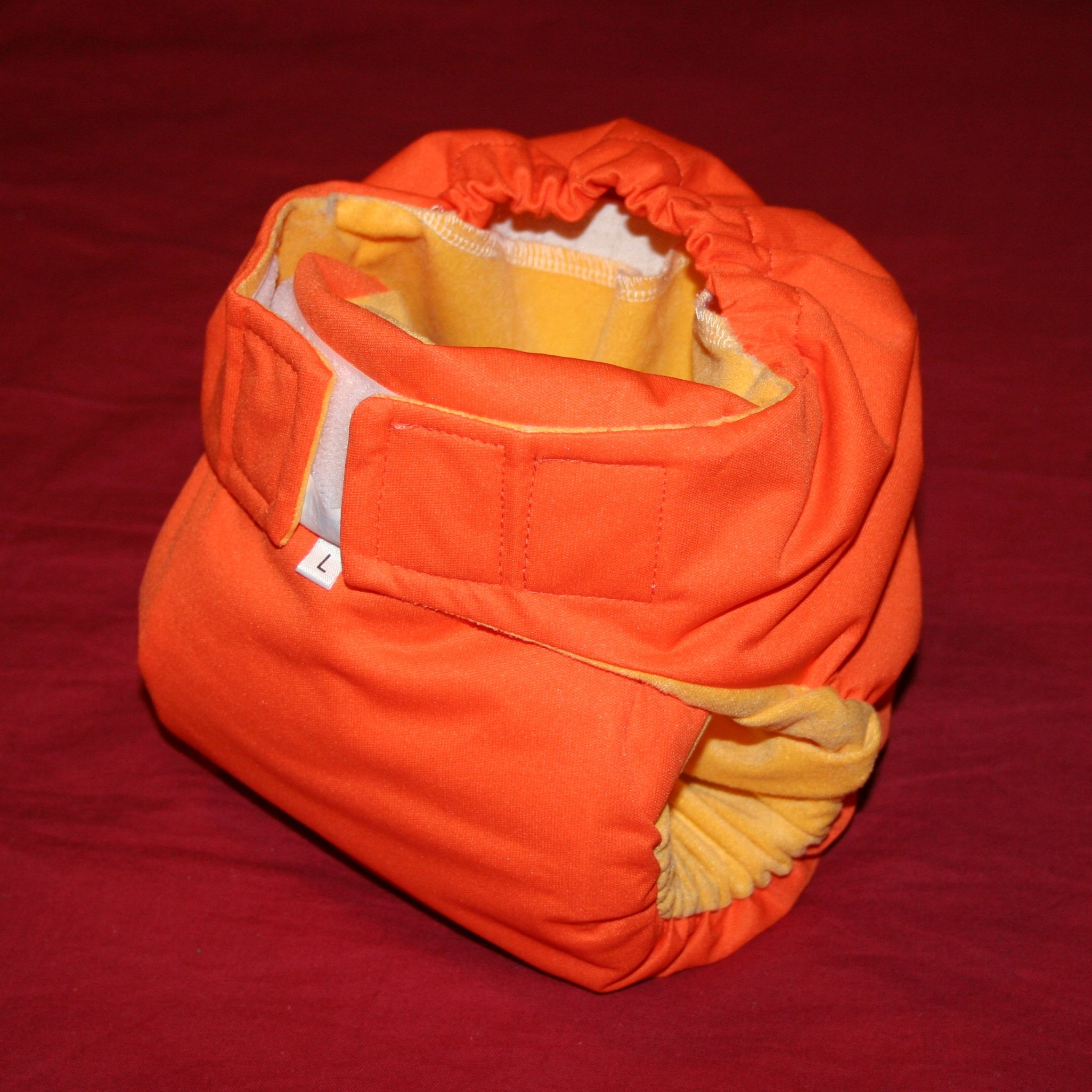
Tygblöja i varianten allt-i-ett.

Numera finns många olika sorters tygblöjor . 
- Vikblöjor, prefold - påminner om forna tiders blöja, som viks och läggs i en byxa. Byxan kan vara av polyesterförstärkt tyg, ull eller fleece.
- Formsydda blöjor -  Påminner till utseendet om engångsblöjor. Är gjorda i bomull, hampa, bambu eller blandningar av dessa material. Används tillsammans med ytterbyxa av fleece, ull eller PUL-laminerat polyestertyg,
- Fickblöjor, pocketblöjor - blöja med en ficka där ett eller flera inlägg kan placeras, som suger upp vått som gått igenom innertyget. Innertyget kan bestå av många olika material, men är ofta av något slags torrskikt (t.ex. fleece eller annat polyestermaterial). Yttertyget består ofta av PUL-laminerat polyestertyg, men kan även vara tillverkat i andra material.
- Allt-i-ett-blöjor - påminner mest om engångsblöjor, då alla delar sitter ihop i ett stycke. Består oftast av ett vattentätt PUL-laminerat yttertyg där det sitter fast uppsugande material på insidan, ofta i formen av en eller flera lösa tungor.
- Blöjbyxor, Ullbyxor, skalbyxor - används utanpå vikblöjor eller formsydda blöjor.

En närbesläktad produkt är tygbindan.

## För- och nackdelar
Tygblöjor är betydligt dyrare än engångsblöjor vid inköpet – exempelvis kan en vikblöja för två- till fyraåring kosta 36 kronor styck, en modern fickblöja (pocketblöja) kostar normalt mellan 100 och 300 kronor, medan en engångsblöja kostar 1–3 kronor. Eftersom tygblöjorna användes gång på gång blir kostnaderna långsiktigt betydligt lägre med tygblöjor, ofta upp till flera tusen kronor över en blöjperiod. Tygblöjor har ofta ett relativt högt andrahandsvärde och säljs ofta vidare på nätet. Hanteringen kräver dock viss tid. En del småbarnsföräldrar tycker att tygblöjor är smidigt, medan andra tycker att det är opraktiskt vid exempelvis resor eller längre bortavaro från hemmet. Vissa familjer som använder tygblöjor kombinerar därför med engångsblöjor under resor och liknande. Att ha egen tvättmaskin eller god tillgång till allmän tvättstuga är ofta en förutsättning om man vill använda tygblöjor till sitt barn.

## Hantering
När man använt blöjan lägger man den vanligtvis den i en hink utan vatten, låter stå högst tre dagar (då man fyller på med nya använda blöjor) och tvättar därefter. Det räcker med 60 grader, men ibland kan de köras i 90 grader, för att man ska vara säker på att det blir helt rent. Att tvätta på 40 grader anses inte göra blöjorna helt rena. Tumling gör blöjorna mjukare men minskar miljövinsten. Bäst är kanske att lufttorka som regel men köra dem i torktumlare någon gång för mjukhetens skull. Det är viktigt att inte använda mjukmedel, eftersom mjukmedel lägger sig som en hinna på tyget och gör att uppsugningen försämras; dessutom kan mjukmedlet reagera med urin och orsaka utslag.